# George Roth
George Roth (Los Ángeles, Estados Unidos, 25 de abril de 1911-31 de octubre de 1997) fue un gimnasta artístico estadounidense, campeón olímpico en Los Ángeles 1932 en la prueba de lanzamiento de mazas.

## Carrera deportiva
En las Olimpiadas de Los Ángeles 1932 ganó la medalla de oro en lanzamiento de mazas, quedando situado en el podio por delante de sus compatriotas los estadounidenses Philip Erenberg y William Kuhlemeier.